# Вань Фулинь
Вань Фулинь (кит. 万福麟, пиньинь Wàn Fúlín, 1880 — 1951) — милитарист из Фэнтяньской клики, генерал-губернатор Хэйлунцзяна в 1928—1931 годах, участник японо-китайской войны.
Вань Фулинь родился в бедной семье в уезде Чанлин (на территории современного городского округа Сунъюань) в провинции Гирин. Когда в 1900 году во время подавления восстания ихэтуаней на территорию Маньчжурии вошли русские войска — подался в бандиты, позднее примкнул к У Цзюньшэну. В 1914 году стал командиром 114 полка, позднее во время милитаристских войн дошёл до должности командующего армией. С 1928 года стал генерал-губернатором Хэйлунцзяна. В конце декабря управлявший Хэйлунцзяном Вань Фулинь, управлявший Гирином Чжан Цзосян и управлявший Ляонином (и всей Маньчжурией) Чжан Сюэлян объявили о признании Нанкинского правительства в качестве законного правительства Китая, что формально завершило гражданскую войну.
В 1931 году, когда японцы вторглись в Маньчжурию, Вань Фулинь находился в Бэйпине, и не мог командовать отражением японской агрессии на месте, поэтому Чжан Сюэлян срочно назначил губернатором Хэйлунцзяна генерала Ма Чжаньшаня. После того, как Северо-Восточная армия была вынуждена отступить из Маньчжурии, Вань Фулинь командовал её 53-й армией во время обороны прохода Лэнкоугуань в ходе боёв на Великой стене. После этого войска Вань Фулиня остались в Северном Китае, в то время как остальная Северо-Восточная армия была переброшена на северо-запад для борьбы с коммунистами.
После инцидента на Лугоуцяо Вань Фулинь отправил бригаду для поддержки 29-й армии во время сражения за Пекин и Тяньцзинь. Его 53-я армия участвовала в Бэйпин-Ханькоуской и Тяньцзинь-Пукоуской операциях. Во время сражения при Ухане он командовал 26-й армией.
Во время войны Вань Фулинь являлся главой правительства провинции Ляонин в изгнании и был членом Национального военного совета. В 1948 году эвакуировался на Тайвань. Умер в июле 1951 года.